# Mel Blount
Pour les articles homonymes, voir Blount.
Pro Football Hall of Fame 1989
(en) Statistiques sur pro-football-reference
Melvin Cornell Blount, né le 10 avril 1948 à Vidalia (Géorgie), est un joueur américain de football américain ayant évolué comme cornerback.
Il étudia à la Southern University et joua donc pour les Southern Jaguars.
Il est drafté en 1970 à la 53e position (troisième tour) par les Steelers de Pittsburgh. NFL Defensive Player of the Year en 1975, il remporta quatre Super Bowl (IX, X, XIII et XIV). Il resta toute sa carrière dans la franchise.
Joueur physique, il était particulièrement efficace durant l'époque où la règle de l'interférence de passe n'était pas encore totalement en place, le defensive back et le wide receiver pouvant se toucher tout le long de l'action. L'application plus stricte de la règle limita les contacts aux cinq premiers yards de l'action, et ce fut officieusement reconnu comme une manière de limiter la supériorité de Blount, ce qui fait que parfois cette règle est appelée « The Blount rule ».
Il est sélectionné pour cinq Pro Bowl (1975, 1976, 1978, 1979 et 1981), étant MVP de l'édition 1976, et sera six fois All-Pro (1975, 1976, 1977, 1978, 1979 et 1981).
Il fait partie de l'Équipe NFL de la décennie 1980 et de l'Équipe du 75e anniversaire de la NFL. En 1989, il fut intronisé au Pro Football Hall of Fame.
Après sa retraite sportive, il se consacra aux œuvres de charité, créant sa propre fondation, la Mel Blount Youth Home.